# Villa Olmo
La villa Olmo (villa de l'Orme en italien) est un palais néo-classique du XVIIIe siècle et un parc public, de Côme, en Lombardie en Italie. Elle fait partie des somptueuses villas italiennes à visiter du bord du lac de Côme avec les villa d'Este, villa Balbianello, villa Carlotta, villa Erba, villa Melzi...
Depuis 1924, elle fait office de centre des activités culturelles municipal, salle de concerts, de spectacles, de théâtre, de congrès et d'expositions sous le nom de « Centre Volta », en hommage à l'inventeur citoyen de Côme Alessandro Volta (1745-1827)

## Historique
La villa Olmo et son immense parc de style jardin à l'italienne, sont construits entre 1782 et 1797, par les architectes Innocenzo Regazzoni et Simone Cantoni, au bord du lac de Côme, à titre de résidence de villégiature aristocratique d'été, pour le marquis Innocenzo Odescalchi.

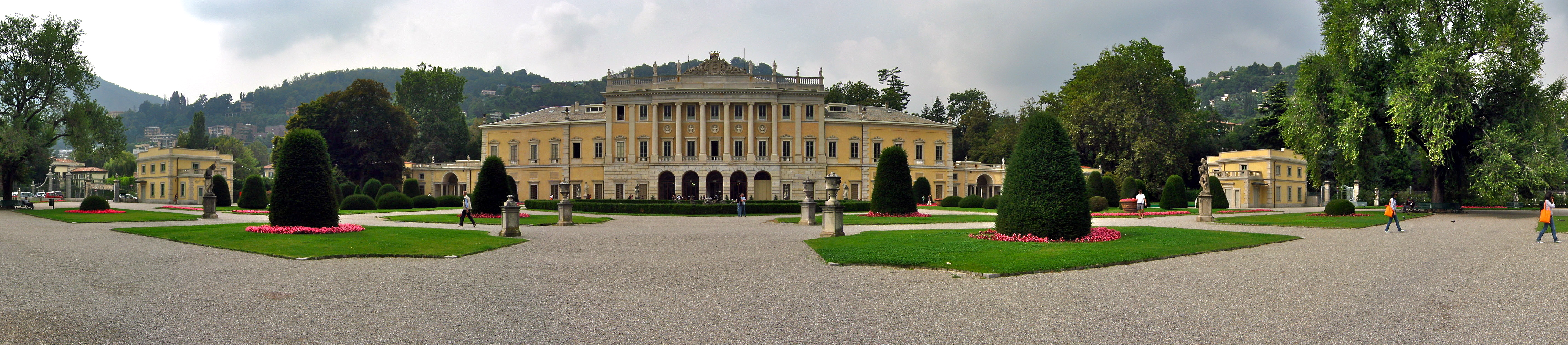
Vue panoramique de la villa Olmo.

Le nom de la villa Olmo est dérivé d'un ancien orme séculaire du parc de l'époque (Olmo en italien). L'intérieur est composé de nombreuses salles décorées de somptueuses fresques et plafonds peints, entre autres par les frères artistes peintres Domenico Pozzi, Carlo Luca Pozzi et Giuseppe Pozzi, et le sculpteur Francesco Carabelli...

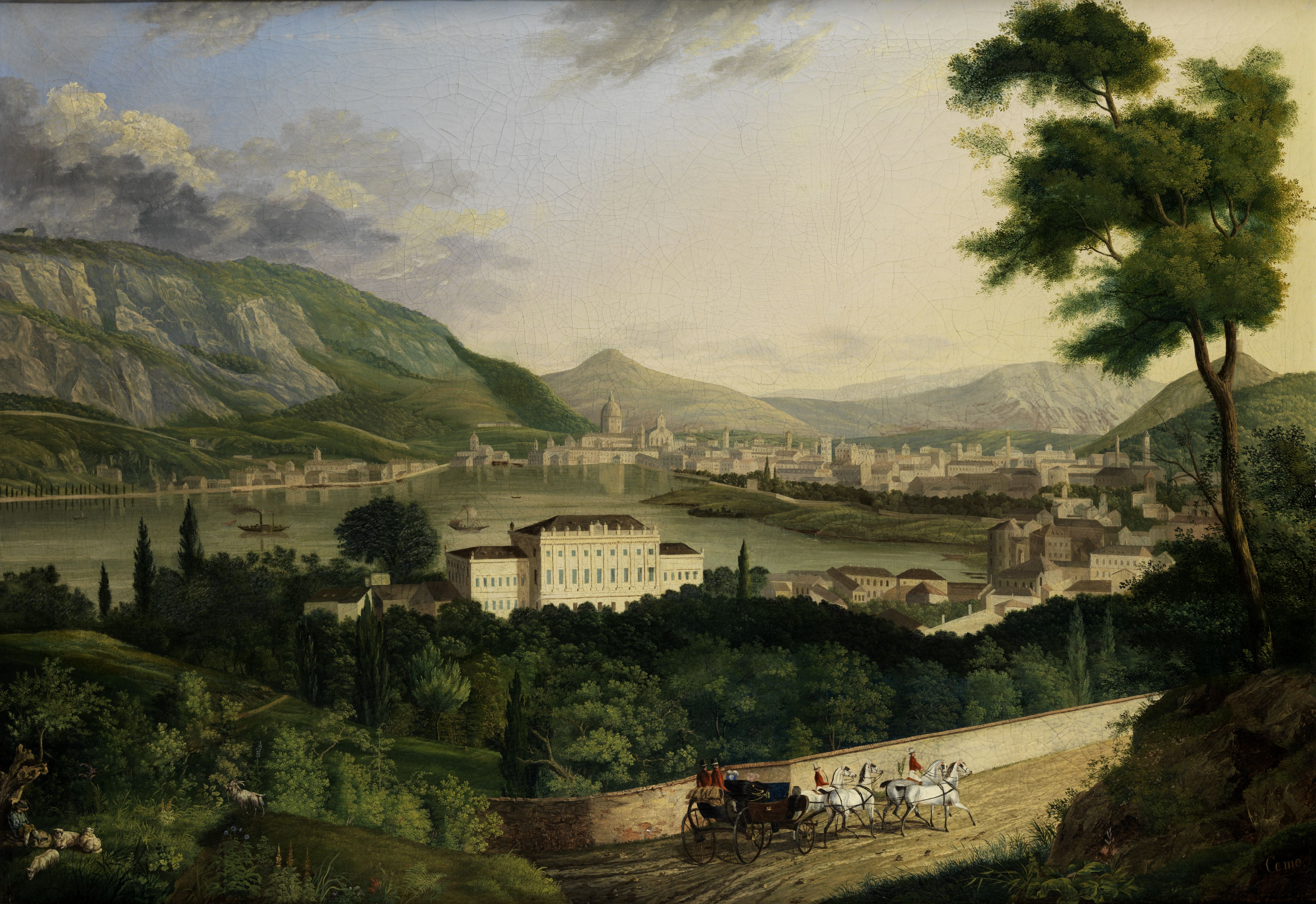
Peinture de Sándor Brodszky, 1838
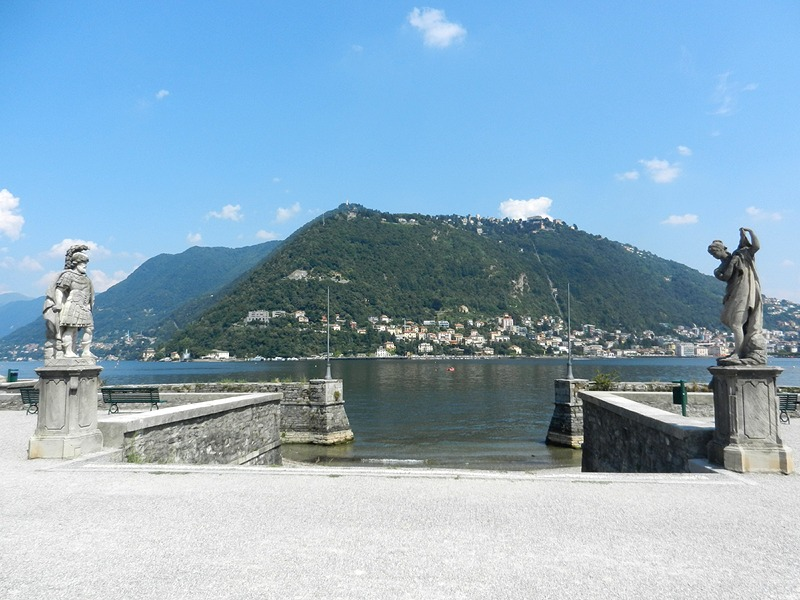
Embarcadère antique
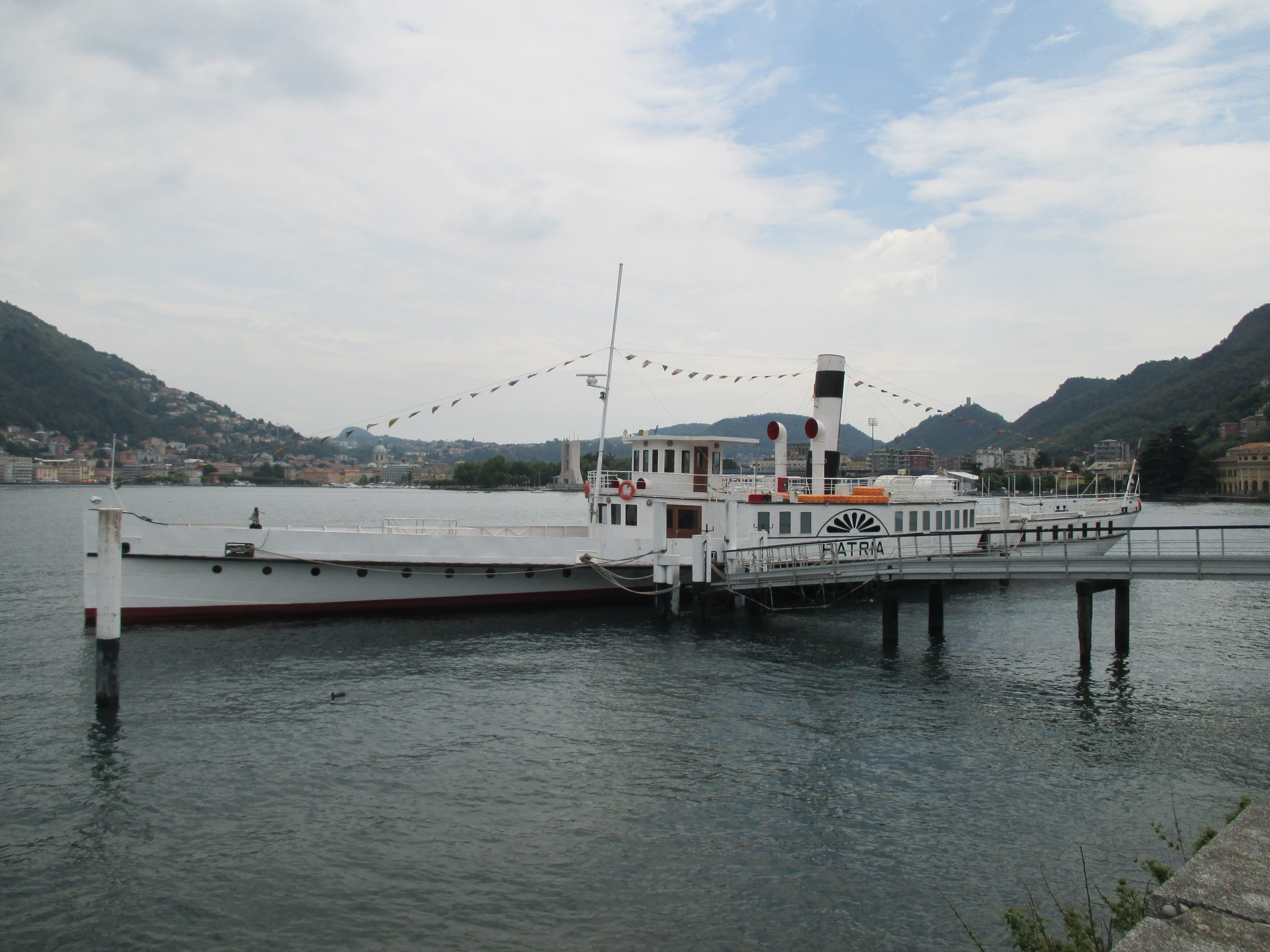
Bateau de croisière devant la villa

Après la disparition du marquis en 1824, la demeure est héritée par le marquis Giorgio Raimondi, qui y reçoit de nombreuses personnalités en séjours dont le général et futur empereur Napoléon Bonaparte en 1797, l'écrivain Ugo Foscolo en 1808, l'homme politique Klemens Wenzel von Metternich, le maréchal Joseph Radetzky, les empereurs d'Autriche François Ier d'Autriche en 1816 et 1826 et Ferdinand Ier d'Autriche en 1838...

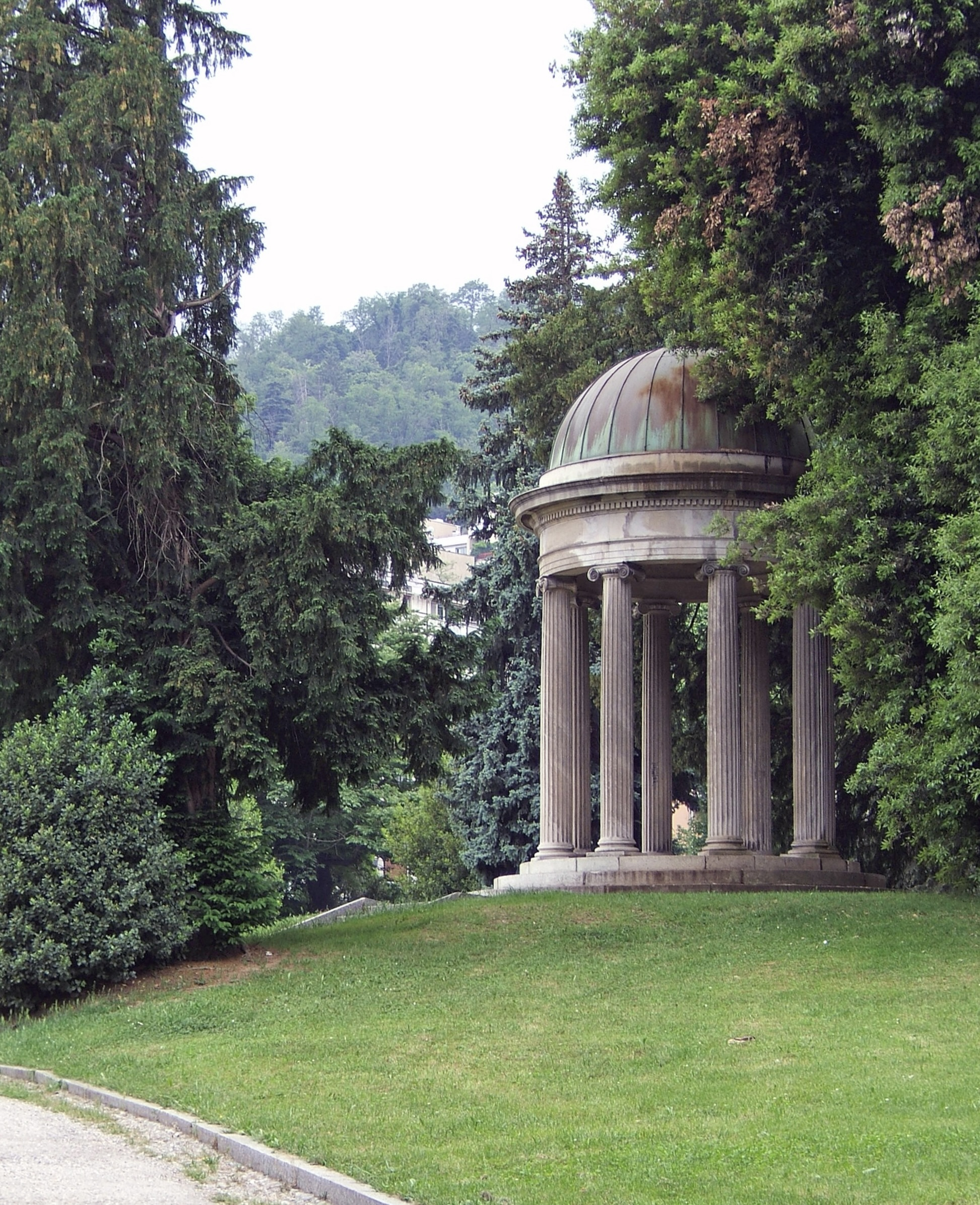
Gloriette / Monopteros
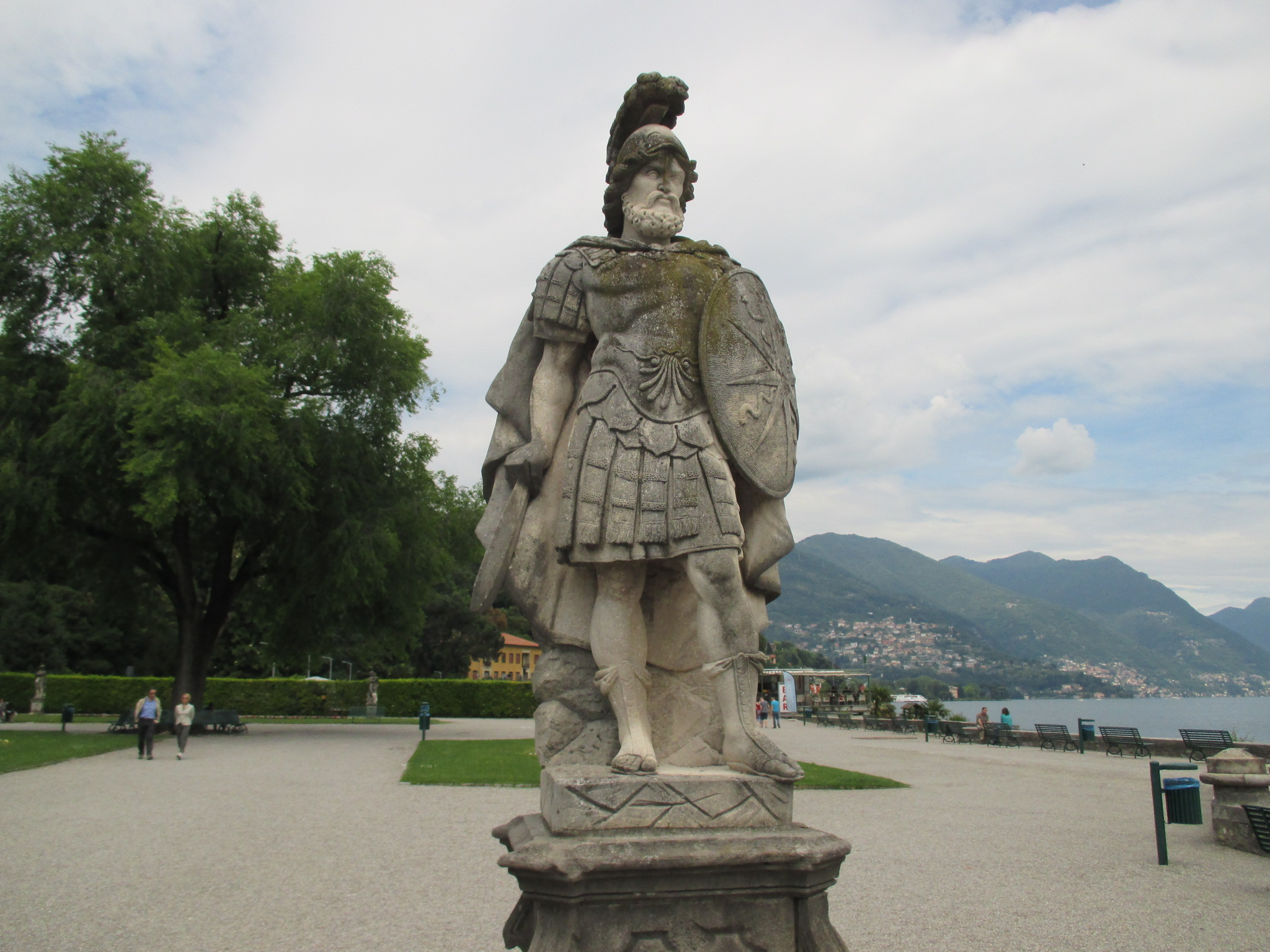
Centurion de l'armée romaine
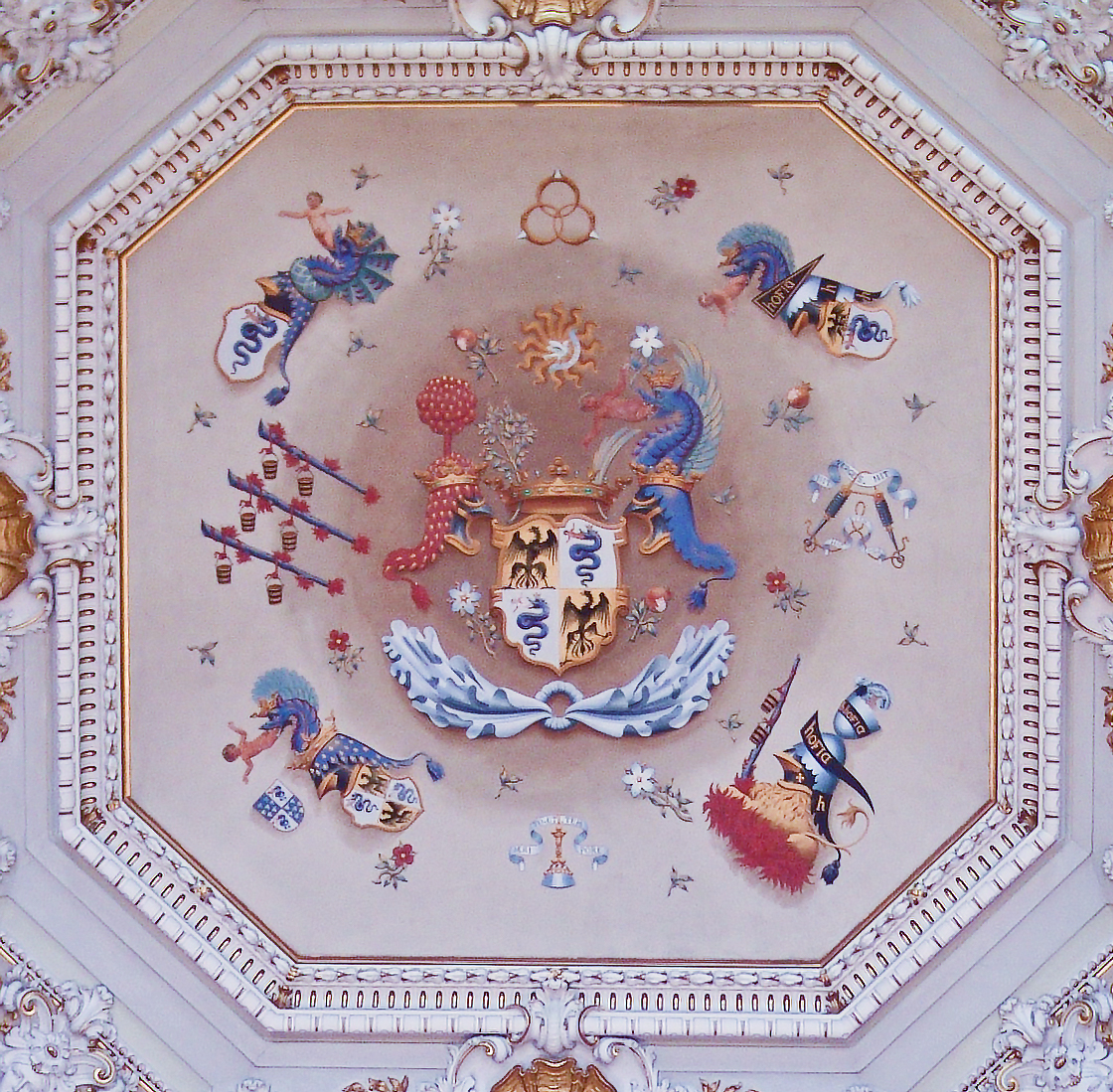
Plafond d'entrée, aux armes de la famille Sforza, ducs de Milan

Sa fille Giuseppina épouse Giuseppe Garibaldi considéré comme « un des pères de la patrie italienne ». Les héritiers vendent la villa Raimondi en 1883 au duc Guido Visconti Modrone, qui entreprend des modifications avec l'architecte Emilio Alemagna dont la démolition des écuries, l'ouverture de deux balcons, l'aménagement du parc et la construction d'un petit théâtre...
En 1924, la villa est achetée par la municipalité de Côme qui y organise entre autres une exposition internationale en 1927 pour le centenaire de la disparition d'Alessandro Volta. Depuis 1982 la villa fait office de Centre culturel Volta, utilisé pour de nombreuses expositions, conférences et événements... et le parc d'origine largement remanié, est à ce jour un parc public municipal.

## La villa au cinéma
- 1981 : Amoureux fou de Franco Castellano et Giuseppe Moccia avec Ornella Muti (décor pour le tournage de quelques scènes).